# 我，机器人 (游戏)
《我，机器人》是雅达利开发并于1984年发行的街机射击游戏，共生产了750至1000台街机。《我，机器人》是首款完全使用3D多边形画面的商业街机游戏。